# Janina Górzyńska-Bierut
Janina Górzyńska-Bierut (ur. 30 stycznia 1890 w Lublinie, zm. 17 kwietnia 1985) – polska przedszkolanka, formalnie pierwsza dama RP jako małżonka prezydenta Bolesława Bieruta.

## Życiorys
Była córką Bronisławy z Zawadzkich i Stanisława Górzyńskiego.
Przed II wojną światową pracowała jako przedszkolanka, zatrudniona przez Zofię Staniszewską, która założyła przedszkole i wraz z mężem Eugeniuszem Staniszewskim administrowali majątkiem Studzianki w okolicach Lublina. Tutaj Janina Górzyńska poznała Bolesława Bieruta, który razem z Janem Hemplem prowadzili prace miernicze w majątku Studzianki.

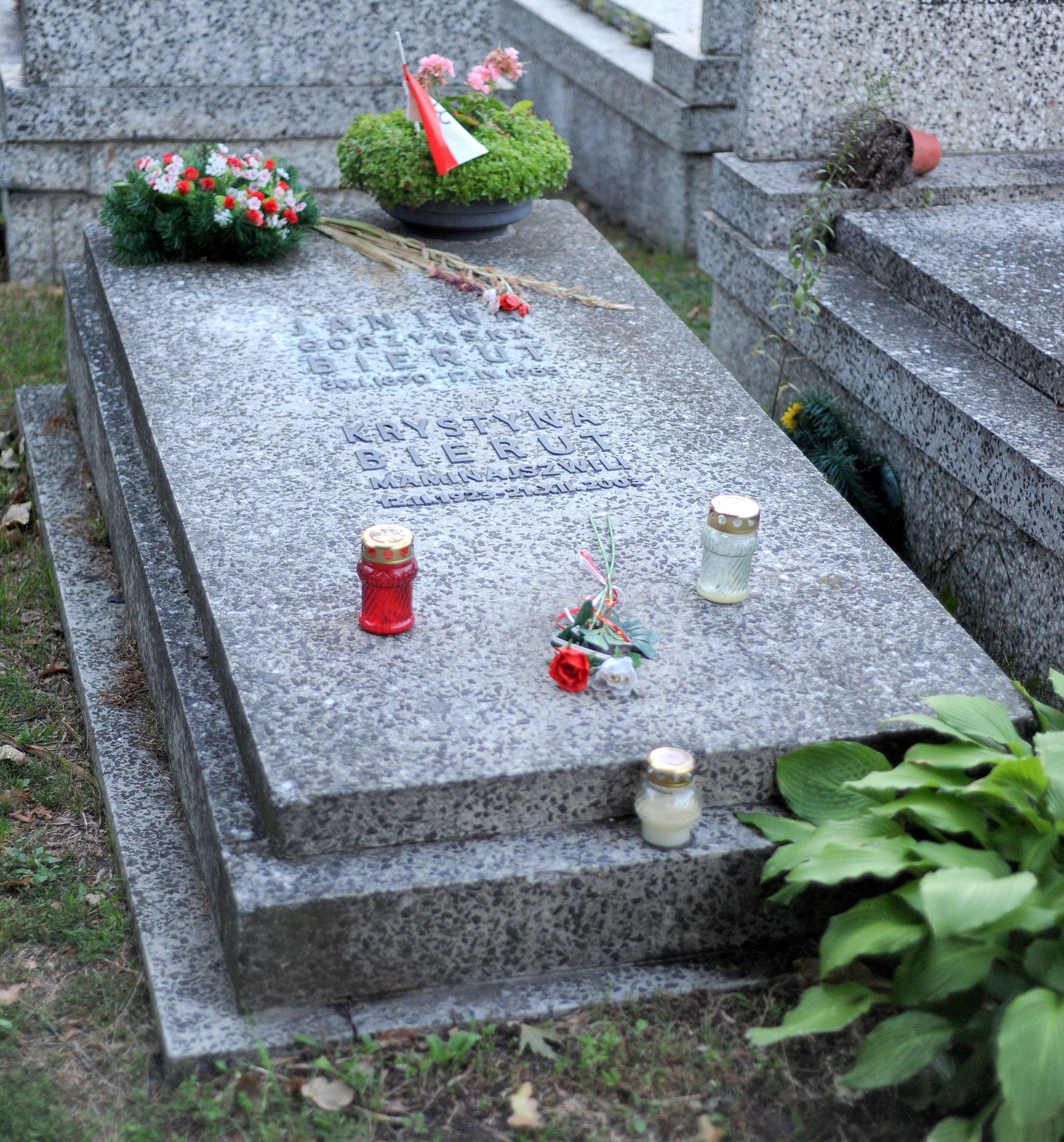
Grób Janiny Górzyńskiej-Bierut oraz Krystyny Bierut-Maminajszwili na Wojskowych Powązkach w Warszawie

3 lipca 1921 w Lublinie Janina Górzyńska i Bolesław Bierut wzięli ślub. 12 lutego 1923 urodziła się ich córka Krystyna, a 29 stycznia 1925 – syn Jan. W latach późniejszych Bierutowie nie żyli ze sobą, ale do końca utrzymywali przyjacielskie stosunki. W tym czasie Bolesław Bierut był w nieformalnym związku z Małgorzatą Fornalską, z którą miał córkę Aleksandrę, a od 1944 żył z Wandą Górską.
Mieszkała na II Kolonii Warszawskiej Spółdzielni Mieszkaniowej na Żoliborzu i pracowała jako woźna w przedszkolu Robotniczego Towarzystwa Przyjaciół Dzieci.
Od 1944 do 1947 Bolesław Bierut był przewodniczącym Krajowej Rady Narodowej, a następnie – do 1952 – prezydentem i zarazem przewodniczącym Rady Państwa. Ponadto w 1948 został I sekretarzem KC PPR, a następnie – do śmierci w 1956 – stał na czele PZPR. W latach 1952–1954 był też premierem. W tym czasie Janina Górzyńska była pierwszą damą, a w latach 1952–1954 była również małżonką premiera. W tym czasie często była mylona przez gości z zagranicy z Wandą Górską, która była nazywana królową Belwederu. Po śmierci Bolesława Bieruta, Janina Górzyńska dbała o pamięć o nim.
Była działaczką Robotniczego Towarzystwa Przyjaciół Dzieci i Towarzystwa Przyjaciół Dzieci. 
Zmarła 17 kwietnia 1985, pochowana na cmentarzu Wojskowym na Powązkach (kwatera II D4-1-9).

## Ordery i odznaczenia
- Krzyż Komandorski Orderu Odrodzenia Polski
- Złoty Krzyż Zasługi (dwukrotnie: po raz pierwszy 20 czerwca 1947[7])
- Medal Zwycięstwa i Wolności 1945
- Warszawski Krzyż Powstańczy[8] (1982)[9]
- Odznaka Zasłużonego Działacza TPD[5]